# Едмунд I
Едмунд I (англо-сакс. Ædmund I, 921 — 26 травня 946) — король Англії з Вессекської династії, правив у 939–946 роках. Також відомий під ім'ям Едмунд Прекрасний (англ. Edmund the Magnificent). Старший син короля Едуарда Старшого і його третьої дружини Едґіфи.

## Біографія
937 року шістнадцятирічний Едмунд разом з своїм зведеним братом Етельстаном бився з норвежцями у битві під Брунанбургом. Після смерті Етельстана 27 жовтня 939 року він успадкував трон.
Незабаром після коронації Едмунд зіткнувся з військовою загрозою з боку Олава III, сина Гутфріда, що правив в Дубліні. Олав вторгся в Нортумбрію, і Едмундові вдалося повернути ці землі тільки три роки потому. У 943 році Едмунд став хрещеним батьком Олава Куарана, сина Ситріка, короля Йорку. Олав Куаран став королем Дубліна після смерті Олава III і зберіг вірність хрещеному батьку. 945 року Едмунд підпорядкував собі королівство Стратклайд, перемігши Думнагуала VI, і поступився ним королеві Шотландії Малкольму I в обмін на дружню угоду про військову взаємодопомогу на воді та суші.
Впродовж всього періоду царювання на Едмунда мав сильний вплив абат Дунстан з Гластонбері, що володів при дворі майже необмеженою владою і що багато в чому визначав політику короля. При Дунстані була проведена реформа монастирів Англії — абат запровадив строгий бенедиктинський статут і наполягав на целібаті священнослужителів. На початку 946 року Едмунд відправив послів до Франції з метою домовитися про надання допомоги зміщеному королеві Людовику Заморському, вихованцеві Етельстана. Але завершити почате король не встиг. 26 травня 946 року Едмунд був убитий під час бенкету з нагоди дня Святого Августина. Побачивши в натовпі присутніх якогось Леофу, раніше вигнаного за крадіжку, король наказав йому забратися, але отримав у відповідь смертельний удар мечем. Леофу, що підняв руку на короля, роздерли на місці.
Після того, як Едмунд був похований в абатстві в Гластонбері, трон успадкував його молодший брат Едред.

## Шлюби і діти
- Ельфґіфу (? — 944) Стала дружиною Едмунда в 939р. Похоронена в абатстві в Шефтсбері.
  - Едвін, король Англії в 955–959 рр.
  - Едгар, король Англії в 959–975 рр.
- Етельфледа з Дамергема (? — 975), дочка Елгара з Вілтшира. Стала дружиною Едмунда в 946 р. Померла черницею в абатстві в Шефтсбері.